# Corpo incorrotto

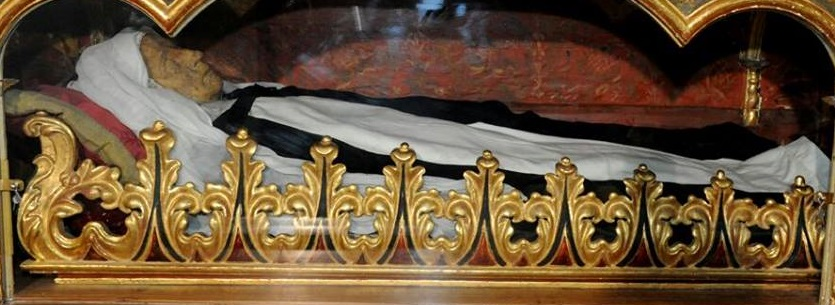
Corpo incorrotto di Suor Maria di Gesù, Convento di Santa Caterina da Siena di San Cristóbal de La Laguna (Tenerife, Spagna).

Secondo le Chiese cristiane cattolica e ortodossa, l'incorruttibilità è il fenomeno di origine divina che impedisce ad alcune salme (specialmente di santi) di andare incontro ai naturali processi di decomposizione. Quando vengono riportati casi in cui una riesumazione mostra una salma poco o per nulla decomposta, la Chiesa può interpretarli come casi di corpo incorrotto.
In certi casi, per spiegare questo fenomeno viene ipotizzata un'imbalsamazione, compiuta prima della sepoltura.

## Chiesa cattolica
Per la Chiesa cattolica il corpo incorrotto viene generalmente interpretato come un segno di santità; tuttavia non ci si aspetta che tutti i santi presentino questa caratteristica. Sebbene l'incorruttibilità sia vista come un fenomeno soprannaturale, non è più accettata come uno dei miracoli necessari al riconoscimento di un santo.

L'incorruttibilità viene considerata un fenomeno differente dalla semplice buona conservazione di un corpo (dovuta ad esempio a mummificazione naturale, corificazione, ecc.); inoltre un corpo che abbia subito un'imbalsamazione artificiale non viene considerato incorrotto. Spesso si dice che i corpi incorrotti abbiano il cosiddetto "odore di santità", cioè emanino un profumo dolce e/o floreale.
In diversi casi, l'incorruttibilità dei corpi santi riguarda soltanto parti od organi della salma, come per esempio il cuore.

## Chiesa ortodossa
La Chiesa ortodossa ritiene il fenomeno dell'incorruttibilità ancora molto importante per il processo di canonizzazione. Al pari della Chiesa cattolica, questo fenomeno è considerato nettamente separato da quelli di mummificazione naturale.